# 浜田経重
浜田 経重（はまだ つねしげ、天文3年（1534年） - 慶長16年2月20日（1611年4月3日））は、戦国時代の武将。薩摩国島津氏の家臣。別名は重門。通称は民部左衛門。法号は栄臨（永林とも）。浜田重好の三男。子は浜田重昌、娘（押川公近室）。
一生の間に戦場に赴く事39度、上げた首級40余人、討ち捨て15、6人、敵地へ忍び入る事13度に及ぶという功臣であった。元々は村田経定の附衆中として功を為していたが、その武功の多さに感心した島津義久が召し出し直臣とした。
天正15年（1587年）豊臣秀吉による九州征伐の際、その武功を聞いた秀吉は経重を自身の前に召しだして、金房兵衛尉政次作の槍と知行五百石を与えている。しかしその一年ほど後、五百石は義久へと返上し、自らは元々の百石取りに甘んじた。
慶長16年に義久が死去すると、これに殉死する。法名は「鏡山栄臨居士」。その際、以下の二編の辞世を残している。
- 「二つなき 命を君に 奉る こころのうちは すめる月かな」
- 「武士（もののふ）の 取伝へたる 梓弓 君にひかるる 後の世までも」

なお、後醍院宗重の嫡子である高橋頼次は、武功多く秀吉も名を知る経重の清貧ぶりを見て、自身を恥ずかしく思い、また島津で立身することは叶わないと感じ、出奔し池田輝政に仕えたとの逸話がある。

島津家中には「薩摩の百石は よその二千石」との諺があったが、この逸話がその元となった。